# ジョン・フィリップス (音楽家)
ジョン・フィリップス（英語: John Phillips, 1935年8月30日 - 2001年3月18日）は、アメリカ合衆国のシンガーソングライター。フォーク・グループ、ママス&パパスのメンバー。
モントレー・ポップ・フェスティバル（1967年）のプロモーションのために「花のサンフランシスコ」を書いた。同曲はスコット・マッケンジーが歌いヒットした。
デヴィッド・ボウイの初主演映画『地球に落ちて来た男』の楽曲を手掛けている。
女優のマッケンジー・フィリップス、歌手のチャイナ・フィリップス、ビジュー・フィリップスは実娘。4度の結婚をしており、2番目の妻はミシェル・フィリップス（チャイナ・フィリップスの母親）。

## ディスコグラフィ

### アルバム
- 『ジョン・フィリップス・アルバム』 - John Phillips (1970年、Dunhill) ※旧邦題『ジョン、ザ・ウルフキング・オブ・L.A.』
- 『ペイ・パック&フォロー』 - Pay Pack & Follow (2001年、Eagle)
- Phillips 66 (2001年、Eagle)
- 『プッシーキャット』 - Pussycat (2008年、Varèse Sarabande) ※1978年録音
- Man On The Moon (2009年、Varèse Sarabande) ※1975年のミュージカル録音盤